# حسین رجاییان
حسین رجاییان کارگردان و نویسنده ایرانی بود.

## زندگی‌نامه
در شانزده سالگی به واسطهٔ پشتیبانی و همراهی محمود نوذری (پسر خاله اش) به کار در سینما علاقه‌مند شد. پس از تحصیلات دانشگاهی در سن خوزه کالیفرنیا دکترایش را در رشتهٔ سینما از دانشگاه کالیفرنیا در لس آنجلس گرفت و پس از بازگشت به ایران تنها فیلمش را ساخت. وی پس از مدتی ابتلا به بیماری سرطان درگذشت.
هشتمین روز هفته تنها فیلم ساختهٔ او است. این فیلم را پس از بازگشت به ایران در سال ۱۳۵۲ ساخت. فیلمنامه این فیلم را حسین رجاییان و مهرداد کاشانی نوشتند. او در زمان اقامتش در ایالت کالیفرنیا در شهر لوس آنجلس با فرزانه تأییدی (بازیگر) آشنا شد. او فرزانه را برای ایفای نقش اول فیلم خود به ایران دعوت کرد. این فیلم با بازی فرزانه تأییدی برنده جایزه بهترین بازیگر زن جایزه سپاس در سال ۱۳۵۲ شد.

## فیلمشناسی
- هشتمین روز هفته (کارگردان و نویسنده با همکاری مهرداد کاشانی ۱۳۵۲)